# Золотий півень та курка
«Золотий півень і курка» — розпис на вертикальному сувої авторства невідомого корейського художника, створений в XIX столітті за часів правління династії Чосон. Туш, фарби та папір. Разом з декоративними елементами висота твору —  200,7 см, ширина — 62,7 см. 
«Золотий півень і курка» — приклад розвитку популярної теми, адаптованої з китайського живопису — «квіти і птахи». Також  містить міфологічні символи безсмертя: сонце, гори, хмари, сосни, журавлі, черепахи, олені та гриби. В центрі композиції розташовані півень і курка, що сидять на дереві павловнії і скелі відповідно. Вони символізують багатство і майбутнє. Твір знаходиться в зборах Метрополітен-музею в Нью-Йорку.

## Інформація про картину
З часів Античності півень є священною твариною в деяких культурах, це глибоко вкоренилося в різних релігійних віруваннях. Півень є одним з важливих і традиційних символів у китайській культурі та мистецтві, входить до 12 знаків китайського гороскопу (корейський зодіак майже ідентичний китайському зодіаку). Стародавні китайці вважали, що півень був символом високої моралі і володарем кращих якостей особистості. Ці вірування розповсюдилися і на жителів сусідніх азійських країн. За часів династії Чосон в корейському живописі та культурі стали з'являтися символічні тварини, що володіли позитивними і сприятливими характеристиками у китайській міфології — тигр, дракон, журавель, олень та інші.
Сувій «Золотий півень і курка» створювався на початку XIX століття. Через відсутність офіційних документів і записів, ім'я автора та дата створення залишилися невідомими. Центром композиції сувою є півень і курка, виконані в золотий і червоній гамі. Півень сидить на стовбурі дерева павловнія під сонцем і хмарами. Нижче, на скелі зі зростаючими грибами безсмертя, знаходиться курка. Ця пара птахів може бути алюзією на міфологічний образ золотого фазана (який, незважаючи на назву, має червонувате тіло з жовтим гребенем), що символізує удачу.
У 1919 році сувій «Золотий півень і курка» був переданий в дар Метрополітен-музею фондом Роджерса. Твір експонувався на виставках у Нью-Йорку, Нью-Орлеані, Гонолулу, Сан-Франциско, Лос-Анджелесі і Талсі.